# Конвенція ООН з морського права
Конве́нція ОО́Н з морсько́го права́ (ЮНКЛОС від англ. United Nations Convention on the Law of the Sea) — юридично обов'язкова для держав-учасниць міжнародна угода, яка встановлює правові рамки для морської та приморської діяльності у світі, зокрема щодо використання природних ресурсів та запобігання забрудненню довкілля, а також збереження миру.
1970 року Генеральна Асамблея ООН прийняла резолюцію, оголосивши ресурси дна морів і океанів за межами національної юрисдикції «загальною спадщиною людства», яку не мають права привласнювати собі жодна держава або особа. 1973 року Асамблея скликала IIII Конференцію ООН з морського права, результатом роботи якої стало ухвалення в 1982 році в Монтего-Бей (Ямайка) Конвенції ООН з морського права. 1994 року була прийнята додаткова Угода про здійснення частини XI Конвенції. Конвенція і Угода набули чинності відповідно 16 листопада 1996 року і 28 липня 1998 року. 
Конвенція ООН з морського права передбачає нормативне регулювання таких міжнародно-правових інститутів:
- територіальне море і прилегла зона;
- протоки, що використовуються для міжнародного судноплавства;
- континентальний шельф;
- відкрите море;
- режим островів;
- міжнародний район морського дна.

Органи з розгляду та вирішення міжнародних морських справ:
- Міжнародний трибунал з морського права (Гамбург, Німеччина)
- Міжнародний орган з морського дна (Кінгстон, Ямайка)
- Комісія з делімітації континентального шельфу (Нью-Йорк, США)

## Права держав, що не мають виходу до моря
Конвенція  встановлює певні права для держав, що не мають виходу до моря, тобто держав, які не мають морського узбережжя. Такі держави мають право на доступ до моря і від нього в цілях здійснення прав, передбачених в  Конвенції, у тому числі прав, що відносяться до свободи відкритого моря і загальної спадщини людства. З цією метою вони користуються свободою транзиту через території держав транзиту всіма транспортними засобами. При цьому такий рух не підлягає обкладенню ніякими митними зборами і податками або іншими зборами, за винятком зборів, стягуваних за конкретні послуги, що надаються у зв'язку з таким рухом. Держави транзиту повинні вживати всіх належних заходів з метою уникнути затримок або інших труднощів технічного характеру в транзитному русі.
Судна, плаваючі під прапором держав, що не мають виходу до моря, користуються в морських портах тим же режимом, що і режим, який надається іншим іноземним судам.

## Справи, пов'язані з Україною
Морські суперечки, разом з територіальними, складають значну частину суперечок, що подаються державами в Міжнародний суд ООН, що в самому Суді пояснюють загальним для всіх держав прагненням до експансії[джерело?].

### Україна проти Російської Федерації

#### Про права прибережної держави у Чорному й Азовському морях та у Керченській протоці
14 вересня 2016 року Міністерство закордонних справ України офіційно надіслало МЗС Російської Федерації повідомлення про арбітраж і позовну заяву про ініціювання арбітражного розгляду відповідно до Додатку VII до Конвенції щодо прав прибережної держави у Чорному і Азовському морях та у Керченській протоці.
19 лютого 2018 року Президент України Петро Порошенко підписав Розпорядження щодо представництва України у розгляді питання в Арбітражі при Постійній палаті третейського суду (ППТС) щодо порушення Конвенції. Відповідно до цього документу захищати інтереси України буде заступник Міністра закордонних справ України Олена Зеркаль. При цьому було зазначено, що даний позов є частиною боротьби проти російської агресії в юридичній площині .
22 травня 2018 року Російська Федерація подала свої заперечення щодо юрисдикції в Арбітражу розглядати справу, ініційовану Україною, оскільки РФ вважає, що вимоги України у цій справі стосуються військової діяльності, яка виключена з-під юрисдикції Арбітражу статтею 298(1)(В) .
21 лютого 2020 року — Арбітраж підтвердив свою юрисдикцію у справі про порушення РФ Конвенції ООН з морського права у Чорному і Азовському морях та у Керченській протоці лише в частині Азовського моря і Керченської протоки, а також викрадення українських природних ресурсів.
Публічні слухання по суті, а також питання юрисдикції та прийнятності, що залишилися після письмових заперечень та відповідей, відбулися з 23 вересня по 5 жовтня 2024 року.

#### Затримання кораблів ВМС України та членів їхніх екіпажів
25 листопада 2018 року відбувся інцидент у Керченській протоці.
У грудні 2018 року в ЄС ухвалене та діє рішення, що Євросоюз відповідатиме на «Азовську кризу» не санкціями, а новими програмами допомоги Україні.
31 березня 2019 року МЗС України повідомило РФ про спір в Арбітражі ППТС, подало позовну заяву до Арбітражу ППТС.
16 квітня 2019 року українське МЗС подало клопотання про призначення тимчасових заходів до Міжнародного трибуналу ООН з морського права (МТМП) щодо порушення РФ абсолютного імунітету трьох українських кораблів і двадцяти чотирьох військовослужбовців на борту цих кораблів.
Україну в Міжнародному трибуналі (МТМП) представляла заступник міністра закордонних справ України з питань європейської інтеграції Олена Зеркаль: «тепер позиція РФ вже зовсім незавуальована. Жодних судів, лише політичні консультації. Інструменти російської політики і дипломатії лишаються незмінними — "договорняки" замість договорів. Сподіваюся, що 1 квітня стане точкою неповернення і відносини, що базуються на "договорняках" ніколи не повернуться в українське політичне життя».
25 травня 2019 року Міжнародний трибунал ООН (МТМП) у Гамбурзі виніс термінове, проміжне рішення про «попередні заходи» — зобов'язав РФ негайно відпустити українських моряків, повернути катери, надати попередній звіт про виконання заходів щонайпізніше 25 червня 2019 року, інакше «Це створить підставу для нових санкцій (проти РФ), прирече їх на програш справи в Арбітражі по суті, погано відіб'ється на перспективах у інших судах, підірве їхню правову, політичну і моральну позицію у всіх міжнародних форумах. Коротше кажучи, це дорого коштуватиме, значно дорожче, ніж просто відпустити моряків», — вважає юрист Микола Гнатовський. Олена Зеркаль заявила: «єдине, що має зараз робити Україна, а точніше новий президент — а не дозволити, щоби у обмін на звільнення моряків Москва виторгувала у нас якість поступки. Росія має звільнити наших моряків без додаткових умов. І обов’язково зробить це» .
Справу по суті розглядає Арбітражний трибунал ППТС, сформований відповідно до додатку VII Конвенції.
27 червня 2022 року Арбітраж визнав свою юрисдикцію з урахуванням обмежень юрисдикції, які виклав, і переходить до розгляду по суті справи № 2019-28 — «Спір щодо затримання українських військово-морських кораблів та членів їхніх екіпажів» (англ. Dispute Concerning the Detention of Ukrainian Naval Vessels and Servicemen (Ukraine v. the Russian Federation)).